# Grigoris Kastanos
Grigoris Kastanos (Paralimni, 30 de enero de 1998) es un futbolista chipriota que juega de centrocampista en el Hellas Verona F. C. de la Serie A.

## Trayectoria
Antes de llegar a ser futbolista profesional, Kastanos, jugaba en la academia del Enosis Neon Paralimni, antes de llegar a la academia de la Juventus en enero de 2014. Con la Juventus jugó la UEFA Youth League.
El 20 de enero de 2017 se marchó cedido al Pescara Calcio de la Serie A hasta final de temporada, club en el que disputó 8 partidos.
En la temporada 2017-18 jugó cedido en el SV Zulte Waregem.

## Selección nacional
Kastanos fue internacional con la selección de fútbol de Chipre sub-16, sub-17 y sub-21, antes de llegar a la selección absoluta en 2015. Fue un jugador importante para el combinado chipriota durante la Liga de Naciones de la UEFA 2018-19, en la que además marcó un gol.

### Goles internacionales
| N.º | Fecha                   | Estadio                                        | Rival      | Gol | Resultado | Competición                         |
| --- | ----------------------- | ---------------------------------------------- | ---------- | --- | --------- | ----------------------------------- |
| 1   | 13 de octubre de 2018   | Estadio Nacional Vasil Levski, Sofía, Bulgaria | Bulgaria   | 1-0 | 1-2       | Liga de Naciones de la UEFA 2018-19 |
| 2   | 14 de noviembre de 2020 | Estadio GSP, Nicosia, Chipre                   | Luxemburgo | 1-1 | 2-1       | Liga de Naciones de la UEFA 2020-21 |
| 3   | 14 de noviembre de 2020 | Estadio GSP, Nicosia, Chipre                   | Luxemburgo | 2-1 | 2-1       | Liga de Naciones de la UEFA 2020-21 |

## Clubes
| Club                            | País    | Año       |
| ------------------------------- | ------- | --------- |
| Juventus F. C.                  | Italia  | 2016-2022 |
| Delfino Pescara 1936 (cedido)   | Italia  | 2017      |
| SV Zulte Waregem (cedido)       | Bélgica | 2017-2018 |
| Delfino Pescara 1936 (cedido)   | Italia  | 2019-2020 |
| Frosinone Calcio (cedido)       | Italia  | 2020-2021 |
| U. S. Salernitana 1919 (cedido) | Italia  | 2021-2022 |
| U. S. Salernitana 1919          | Italia  | 2022-     |
| Hellas Verona F. C. (cedido)    | Italia  | 2024-     |